# Boyd Bachmann
Boyd Bachmann, geboren als Børge Gustav Bachmann (* 18. Oktober 1908 in Kopenhagen; † 1. Dezember 1981 in Leiden, Niederlande), war ein dänisch-niederländischer Unterhaltungskünstler, Sänger, Schauspieler, Musiker und Komiker bei Bühne, Film und Fernsehen.

## Leben und Wirken
Der Sohn der Sängerin Carla Bachmann begann seine künstlerische Laufbahn Ende der 1920er Jahre im heimatlichen Dänemark im Entertainment-Bereich als Showkünstler und im Musiksektor als Drummer. Dort gehörte er mehreren Orchestern wie Bruno Henriksens Combo „Arena Orchestra“ an. 1927/28 wirkte Bachmann in Valdemar Eibergs Orchester, das mit I’ve Got a Cross-Eyed Papa eine der ersten dänischen Jazzplatten aufnahm. 1928 fand der Kopenhagener Anstellung bei Vilfred Kjaers Orchester und 1928/29 beim Orchester Otto Lington. 1930 reiste Bachmann gemeinsam mit der Band von Anchor Skjoldborg nach Italien. Hier knüpfte er auch erstmals Kontakte mit einigen Gassenhauern deutscher Provenienz.
So spielte Bachmann 1931 in Italien eine Swingversion des beliebten Schlagers Wenn die Elisabeth nicht so schöne Beine hätt’ ein. Während Skjoldborg nach einem Jahr nach Dänemark heimkehrte, reiste Bachmann in die USA weiter, wo er weiterhin als Musiker wirkte. Von 1931 bis 1933 gehörte Boyd Bachmann dem Orchester Kaj Julians an. Anschließend kehrte er nach Italien zurück und ging anschließend in die Schweiz. Gemeinsam mit dem Deutschen Paul Godwin begann der Däne anschließend, 1935, eine Tournee durch mehrere europäische Länder, ehe er sich 1939, unmittelbar vor Kriegsausbruch, in den Niederlanden niederließ.
Boyd Bachmann heiratete eine Holländerin und gründete erstmals ein eigenes Orchester. Während seine jüdischen Bandkollegen untertauchen mussten, konnte Bachmann ab 1940 zunächst auch unter deutscher Besatzung weiterspielen. Als er kurz nach dem Fall von Stalingrad mit seinen Musikern im Metropol-Palast von Den Haag aufgetreten war, sollen er und das gesamte Orchester verhaftet worden sein, da ein niederländischer Spitzel gegenüber deutschen Stellen behauptet hatte, dass Bachmann im Rahmen einer Party die deutsche Niederlage an der Ostfront gefeiert habe.
Erst 1950, nach mehr als zwei Jahrzehnten, kehrte Bachmann wieder ins heimische Dänemark zurück. Hier hatte sich in der Zwischenzeit eine kleine, einheimische Jazzmusik-Szene gebildet. Bachmann setzte seine Arbeit als Musiker wie auch als Entertainer fort und trat nun hin und wieder auch vor die Kamera. 1960 erreichte seine Popularität auch in Deutschland einen kurzen aber intensiven Höhepunkt. Er wirkte in internationalen Fernsehproduktionen (Shows wie Filme) mit und erhielt in dem deutschen Lustspiel Mal drunter – mal drüber die alleinige Kino-Hauptrolle. 1961 kehrte er nach drei Jahrzehnten auch in die deutsche Schlagerwelt von einst zurück und nahm neue Versionen der einstigen Charleston-Zeit-Hits von 1925, Ich hab’ das Fräul’n Helen baden seh’n und Was machst Du mit dem Knie, lieber Hans?, letztgenannter Titel einst eine Aufnahme Paul Godwins und seines Künstler-Ensembles am Berliner Nelson Theater, neu auf.
Zu Beginn der 1970er Jahre erlebte Bachmann ein kurzes Revival in der Bundesrepublik. Er trat in der ZDF-Drehscheibe auf, erhielt an der Seite des (unter anderem in Frauenkleidern und mit brauner Perücke auftretenden) Nachwuchsschauspielers Marius Müller-Westernhagen eine Hauptrolle in der weitgehend in Vergessenheit geratenen Kinoklamotte Hurra, bei uns geht’s rund und war Gast in einer Personalityshow mit Gitte Hænning, Begegnung mit Gitte. Danach zog sich Bachmann in die Niederlande, wo er bereits zuvor in der Show Helemaal alleen im Sender Katholieke Radio Omroep aufgetreten war, weitgehend ins Privatleben zurück.

## Filmografie
- 1956: Hvad vil De ha’?
- 1959: Val Parnell’s Sunday Night at the London Palladium (TV-Show, eine Ausgabe)
- 1960: Mal drunter – mal drüber
- 1960: Einfach lächerlich
- 1960: Das ist das Letzte – Ein Sil-Western (auch Co-Drehbuch)
- 1961: Großstadtmelodie
- 1961: Lokakuun viihdeilta
- 1961: Musik ist Trumpf
- 1962: Sonny-Boyd (TV-Showreihe)
- 1967: Das Schlager-Panoptikum
- 1968: Karussell
- 1970: Die Drehscheibe (eine Folge)
- 1971: Hurra, bei uns geht’s rund
- 1974: Begegnung mit Gitte (TV-Show)